# Іодко Михайло Миколайович
Михайло Миколайович Іодко (1888  — 1951 ) – радянський партійний діяч, голова Курганського обласного суду (1943).

## Біографія
Народився 1888 року.
У 1916 році вступив у члени РСДРП (б), 1925 року – у ВКП(б). У 1917 році – член, товариш голови виконавчого комітету Новодеревенської районної ради (Петроград).
З 1920 року служив в органах ВЧК-ОГПУ-НКВС. Голова Криворізького повітового відділення ГПУ. З 1926 до липня 1928 – голова Миколаївського окружного відділу ГПУ.
З 2 липня 1928 до 5 вересня 1930 року – голова Зинов'євського окружного відділу ОГПУ при РНК СРСР ГПУ. З 2 серпня по 14 вересня 1930 року виконував обов'язки голови виконавчого комітету Зинов'євської окружної ради.
З 17 січня 1933 року – у розпорядженні ПП ОГПУ Уралу. До березня 1943 - заступник голови Челябінського обласного суду.
З 31 березня по 5 грудня 1943 року – голова Курганського обласного суду. 5 грудня 1943 року відряджений до Москви, у розпорядженні Наркомату юстиції РРФСР.
Помер 1951 року.

## Нагороди
- Орден Червоного Прапора – наказом РВС СРСР № 100 від 16 квітня 1924 року.